# دانشگاه علم و صنعت ملک عبدالله

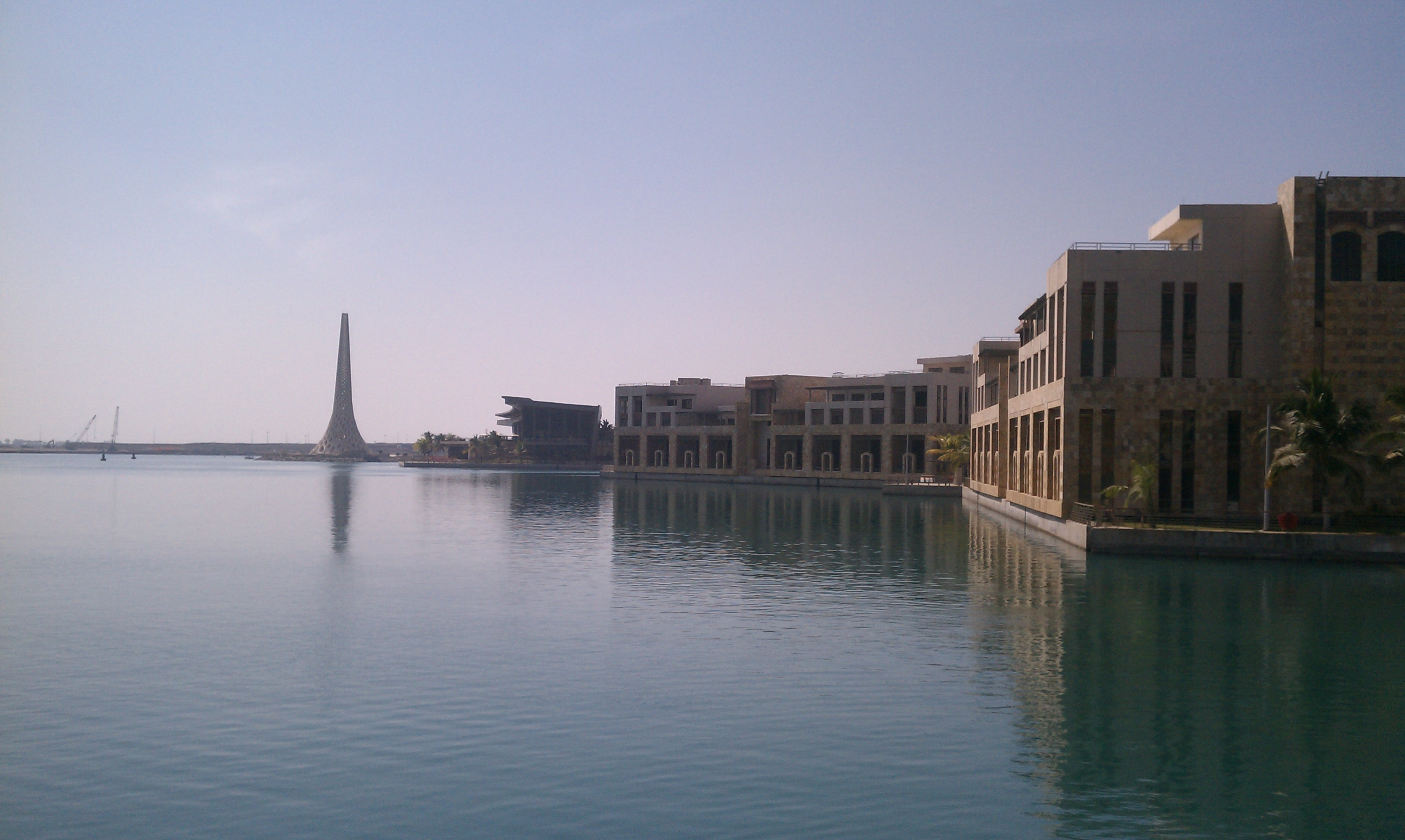

دانشگاه علم و صنعت ملک عبدالله (به عربی: جامعة الملك عبد الله للعلوم والتقنية‌)، دانشگاهی در کشور عربستان سعودی است که در سال ۲۰۰۹ میلادی در نزدیکی جده تأسیس شده‌است و اولین مرکز آموزشی در عربستان سعودی است که به‌طور برابر هم زنان و هم مردان را می‌پذیرد. در این دانشگاه زنان مجبور نیستند تا در کلاس‌های مختلط روبنده بر صورت داشته باشند.
دانشگاه علم و صنعت ملک عبدالله، در زمینی به مساحت ۳۶ میلیون متر مربع و در ساحل دریای سرخ تأسیس شده‌است.
این دانشگاه دارای یکی از سریعترین ابررایانه‌های جهان می‌باشد . در ساخت و الگوبرداری آموزشی این دانشگاه، از کمکهای ۳ دانشگاه استنفورد، دانشگاه برکلی، و دانشگاه تگزاس در آستین استفاده شده‌است. دولت عربستان سعودی، مبلغ ۱۰ میلیارد دلار را وقف دانشگاه ملک عبدالله کرده‌است.